# Franz Josef Strauß
Franz Josef Strauß o Strauss (Múnich, 6 de septiembre de 1915 - Ratisbona, 3 de octubre de 1988) fue un político alemán. A lo largo de su carrera política ocupó un gran número de cargos y puestos de responsabilidad: fue presidente de la Unión Social Cristiana de Baviera (CSU), varias veces ministro en el Gobierno federal y ministro presidente del estado federado de Baviera.
Strauß fue especialmente conocido por su carácter agresivo, y por mantener unas posturas conservadoras dentro de la coalición CDU/CSU. Sus últimas dos décadas en la política se vieron marcadas por una fuerte rivalidad con el presidente de la CDU, Helmut Kohl. Además, a lo largo de su carrera política se vio implicado en varios escándalos, de los cuales quizás el más célebre fue el llamado «escándalo Spiegel», el cual terminó con su salida del Gobierno como ministro federal de Defensa. En las elecciones federales de 1980 Strauß se presentó como candidato a canciller frente a la muy debilitada coalición de gobierno socialdemócrata-liberal, pero sufrió contra todo pronóstico un estrepitoso fracaso, obteniendo incluso menos votos que en los anteriores comicios.
Tras su fallecimiento, el Aeropuerto Internacional de Múnich fue renombrado en su honor.

## Biografía básica

### Primeros años
Nacido en Múnich como el segundo hijo de un carnicero, Strauß estudió Filología Clásica, Historia, Ciencia Política y Filología Alemana en Múnich desde 1935 hasta 1939, donde se convirtió en miembro de la Liga Nacionalsocialista Alemana de Estudiantes (en alemán Nationalsozialistischer Deutscher Studentenbund o NSDStB). También se afilió al Cuerpo de Motoristas Nacionalsocialistas (en alemán Nationalsozialistisches Kraftfahrkorps o NSKK).
Tras el comienzo la Segunda Guerra Mundial, Strauß sirvió en la Wehrmacht alemana. En el invierno de 1940-1941 fue destinado a labores administrativas en Alemania, época en la que aprobó los exámenes del Estado alemán para convertirse en profesor de colegio. También estuvo adscrito a la Universidad de Múnich, destinado como ayudante en el Departamento de Historia Antigua. El 16 de abril de 1941 fue reclutado nuevamente y unas semanas más tarde participó en la Invasión de la Unión Soviética. Para noviembre de 1942 ostentaba el rango de teniente y se hallaba destinado en el 289. Flak-Abteilung adscrito a la 22.ª División Panzer. En el invierno de 1942 fue trasladado de unidad y después de sufrir congelación en ambos pies, fue enviado a la retaguardia. Strauß permaneció en Alemania el resto de la contienda, estando destinado durante un tiempo en la escuela de artillería antiaérea de Altenstadt.

### Carrera política
Después de la contienda ejerció como traductor para los militares estadounidenses, y muy especialmente para los oficiales del cuerpo de contrainteligencia (CIC). En 1945 fue designado por los ocupantes estadounidenses como vicejefe de distrito de Schongau y el año siguiente fue elegido para jefe de distrito de Schongau en elecciones generales. Tenía este puesto hasta 1949. En 1945 fue uno de los fundadores de la Unión Social Cristiana de Baviera (CSU) en Schongau. A partir de aquí fue escalando progresivamente. En 1949 se convirtió en miembro del primer Bundestag (Parlamento federal) de la recién constituida Alemania Occidental, donde ejerció como viceportavoz del grupo parlamentario CDU/CSU de 1949 hasta 1953. Ese mismo año fue nombrado ministro federal de Asuntos Especiales en el segundo gabinete de canciller Konrad Adenauer. Dos años después se le otorgó el recién fundado Ministerio Federal de Energía Nuclear (hasta 1956) y en 1956 fue nombrado ministro federal de Defensa, puesto que tenía hasta 1962.
Amigo de Hans Hoffmann, antiguo agente nazi desplegado en España, éste habría servido como enlace entre Strauß y los dirigentes de la España franquista. La amistad con Hoffmann fue tal que Strauß llegó a utilizar su domicilio en la Costa del Sol como lugar de vacaciones.
Al frente del nuevo ministerio, quedó a cargo de la reconstrucción del nuevo Bundeswehr. Sin embargo, en 1961 su carrera política se vio gravemente afectada. Como ministro federal de Defensa, Strauß ordenó la detención por Alta Traición de varios periodistas de la revista Der Spiegel que habían criticado la gestión del Ministerio de Defensa, en especial su papel en torno al Proyecto atómico alemán y el uso de armas nucleares por parte del Bundeswehr. El llamado "Escándalo Spiegel" tuvo un gran eco en la opinión pública y provocó un inmenso malestar contra el Gobierno federal, que se vio ante una difícil situación. En 1962 el Partido Demócrata Libre (FDP), socio menor de la coalición de gobierno de Adenauer, forzó la dimisión de Strauß como Ministro de defensa. Años después se hizo pública su implicación en el llamado "Escándalo Lockheed", por la cual Strauß presuntamente habría aceptado sobornos de la compañía norteamericana Lockheed Corporation por valor de diez millones de dólares a cambio de que Alemania occidental comprara 900 cazas F-104 Starfighter en 1961. Las acusaciones no pudieron demostrarse judicialmente y ante la falta de evidencias el casó terminó por archivarse.
Tras su salida del gobierno volvió a ejercer como viceportavoz del grupo parlamentario. Desde 1961 hasta su muerte, Strauß fue el presidente de su partido, la CSU bávara.
Durante el gobierno de "Gran coalición" de 1966 a 1969 liderado por el canciller Kurt Georg Kiesinger, ya sin el FDP en el gobierno, Strauß volvió a ser ministro federal, esta vez al frente de la cartera de Hacienda. A pesar de sus desencuentros anteriores con el Partido Socialdemócrata (SPD), cooperó con éxito con el ministro de Economía, el socialdemócrata Karl Schiller. Después de 1969, cuando el CDU-CSU salió del gobierno y pasó a la oposición, Strauß volvió a ejercer como viceportavoz de su grupo. Destacó por la habilidad retórica en sus fuertes críticas al gobierno social-liberal, sobre todo en los legendarios duelos retóricos con el portavoz del grupo parlamentario del SPD, Herbert Wehner. Políticamente, Strauß representó el ala más derechista de su facción parlamentaria, llegando a elogiar el régimen militar de Augusto Pinochet en Chile. En una de sus citas más polémicas, Strauß llegó a llamar "ratas y moscardas" a los periodistas de ideología social-liberal.
En 1978, Strauß dejó de ser miembro del Bundestag y entró en el Parlamento Regional Bávaro. El 7 de noviembre de 1978, fue elegido primer ministro de Baviera, cargo que ocuparía hasta su muerte en 1988. En este cargo, siguió defendiendo una política claramente de derechas, manteniendo su propia "política exterior" con buenas relaciones con dictadores como el paraguayo Alfredo Stroessner o el sudafricano Pieter Willem Botha. Por otra parte, Strauß también mantenía relaciones con la República Democrática Alemana (RDA), a pesar de sus convicciones profundamente conservadoras. Más adelante, esto le llevaría a mantener no pocos enfrentamientos dentro de su propio partido.

### Últimos años
De cara a las elecciones federales de 1980, Strauß logró ser elegido candidato a la Cancillería federal por el CDU/CSU. En aquel momento la coalición de gobierno social-liberal se hallaba enormemente desgastada tras una década en el poder. A pesar del empeño personal que puso Strauß, buena parte del electorado alemán no olvidaba su pasado político y sus políticas autoritarias, y en especial su papel durante el Escándalo Spiegel. El día de las elecciones, los resultados fueron un desastre: la CDU/CSU fue la más votada y consiguió el 44,5% de los votos, aunque fue un resultado claramente decepcionante, ya que quedaba por detrás de los resultados que la CDU/CSU había obtenido en las elecciones de 1976. Strauß obtuvo malos resultados incluso en Baviera, su región natal. Consecuencia directa de esta derrota fue que el anterior candidato de la CDU, Helmut Kohl, logró reflotar su carrera política y de hecho se convirtió en el hombre fuerte de la CDU/CSU hasta finales de los años 1990.
Tras su fracaso electoral, Strauß se retiró a Baviera y desde su feudo se mantuvo muy activo en las críticas contra el gobierno federal que ahora presidía Kohl. Dado su cargo como Ministro-presidente de Baviera, entre 1983 y 1984 fue presidente del Consejo Federal o Bundesrat.
En 1983 Strauß organizó un crédito de varios miles de millones de Marcos con destino a la República Democrática Alemana, cuya economía atravesaba una difícil situación. Esta decisión, que violaba la política de la CDU/CSU de permitir que la economía de Alemania oriental colapsara de forma natural, fue duramente criticada por muchos de sus compañeros de coalición, en especial por el canciller Helmut Kohl. Su acción también provocó reacciones contrarias en la propia CSU, llevando a la escisión de un grupo que acabaría fundando el ultraderechista Die Republikaner.
El 1 de octubre de 1988, mientras se encontraba cazando en los bosques cercanos a Ratisbona junto al Príncipe de Thurn y Taxis, Strauß sufrió un colapso del sistema circulatorio. Murió el 3 de octubre de 1988 mientras se encontraba ingresado en el Hospital, sin haber recuperado el conocimiento.
En la primavera de 1990, poco antes del final de la RDA, el Departamento bávaro de Protección de la Constitución (servicio secreto interno) compró el dossier del servicio secreto de la RDA sobre Strauß y lo destruyó con el argumento de querer "proteger el recuerdo del antiguo presidente".

## Familia
En 1957, Strauß contrajo matrimonio con Marianne Zwicknagl, con quien tuvo tres hijos: Max Josef, Franz Georg y Monika.

## Semblanza
Hasta la actualidad, Strauß es considerado el político más emblemático de la Unión Social Cristiana de Baviera (CSU). Es una de las figuras más controvertidas y polarizantes de la historia alemana después de la Segunda Guerra Mundial, igualmente venerado por sus partidarios —sobre todo en Baviera— y rechazado por sus adversarios —izquierdistas y liberales—.